# Cuor d'oro
Cuor d'oro è stata una rivista quindicinale di ispirazione cattolica in lingua italiana per bambini. Iniziò le pubblicazioni il 15 marzo del 1922. Un numero costava una lira, l'abbonamento annuale 20 lire. L'editore era Alberto Giani e la sede era in via Cavour 12 a Torino. La rivista era diretta da Onorato Castellino e dalla moglie Francesca Fiorentina.
Il primo numero conteneva un racconto di Salvatore Quasimodo (I tre Pierrots), uno di Giovanni Bertinetti (Il ragazzo dalla mano ladra), la prima pagina del romanzoI Selvaggi di Jesso, di Giovanni Drovetti, e illustrazioni a colori di Attilio Mussino.
Tra i principali collaboratori della rivista, c'erano Bertinetti (il più costante), Drovetti, Luigi Gramegna, Carlo Dadone, Saverio Fino, Luigi di San Giusto, Silvio Zoppi, Renzo Pezzani, Carlo Merlini, Angiolo Silvio Novaro, Rina Maria Pierazzi, Domenico Lanza, Nino Còsta, Lucio Ridenti, Cesare Demaria, Vittorio Emanuele Bravetta. Più rari furono i contributi di Salvatore Quasimodo e Carola Prosperi.
La rivista era arricchita dai disegni dei più grandi artisti dell'epoca: oltre a Mussino, collaborarono Giulio Boetto, Giulio da Milano, Massimo Quaglino, Teonesto Deabate, Carlo Bergoglio, Enrico Giamnieri, Mario Pompei, Filiberto Scarpelli ed Edina Altara.
Con l'andare degli anni, il livello delle pubblicazioni si abbassò, e apparvero via via storie ispirate dalla propaganda fascista. Il numero del 15 aprile del 1926 fu dedicato interamente alle colonie italiane della Libia, della Somalia e dell'Eritrea con i ritratti del Re, di Mussolini, del Duca degli Abruzzi e del ministro delle Colonie, Lanza di Scalea.
Lo stesso anno, all'improvviso, il giornale interruppe le sue pubblicazioni.